# Sancun Xiang
Sancun Xiang (kinesiska: 三村, 三村乡) är en socken i Kina. Den ligger i provinsen Yunnan, i den sydvästra delen av landet, omkring 220 kilometer sydväst om provinshuvudstaden Kunming. Antalet invånare är 13 184. Befolkningen består av 6 029 kvinnor och 7 155 män. Barn under 15 år utgör 25,0 %, vuxna 15-64 år 68 %, och äldre över 65 år 6,0 %.
Genomsnittlig årsnederbörd är 1 466 millimeter. Den regnigaste månaden är juli, med i genomsnitt 333 mm nederbörd, och den torraste är februari, med 19 mm nederbörd.